# Matti Onnismaa

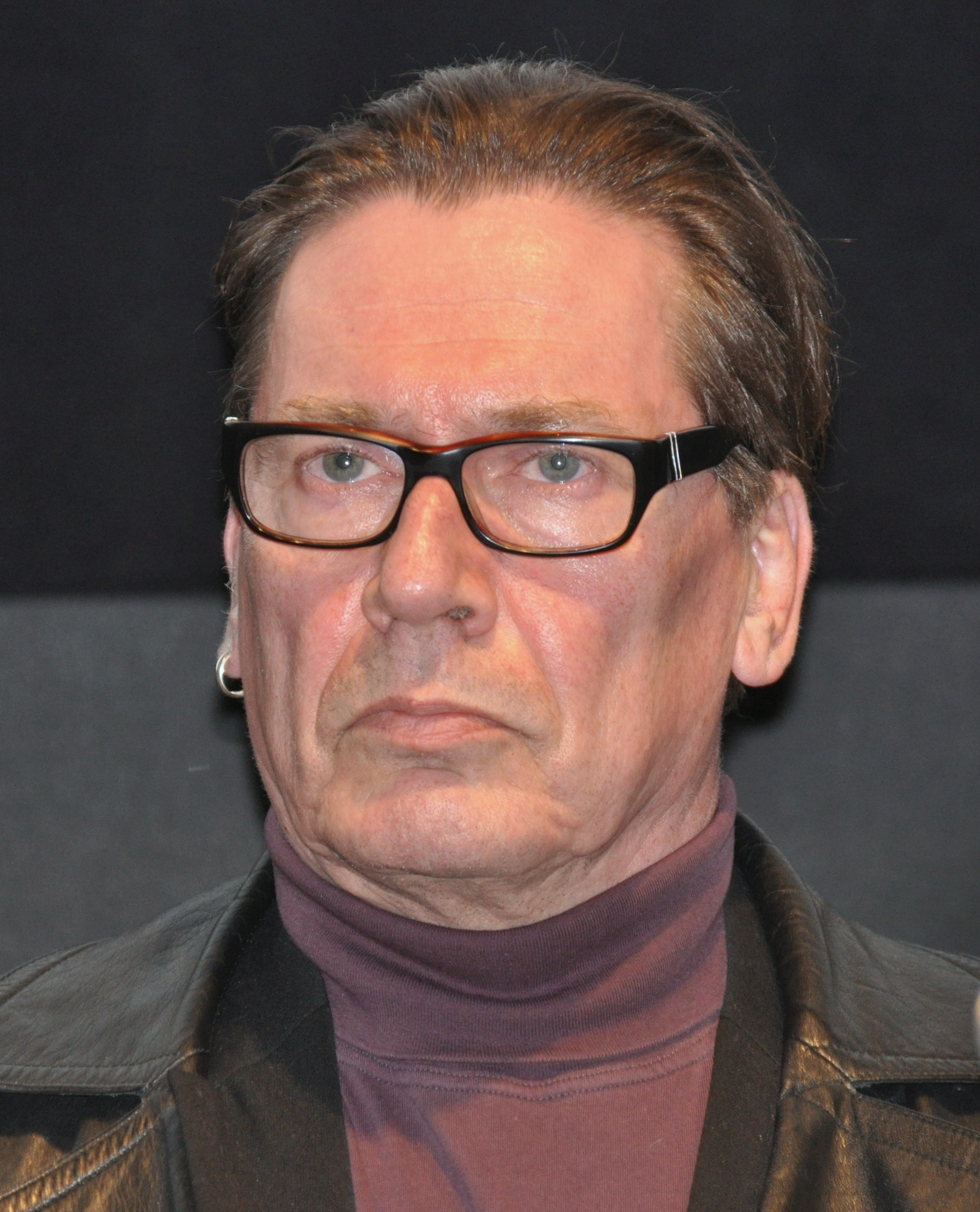
Matti Onnismaa (2013)

Matti Kalle Onnismaa (* 21. Oktober 1959 in Nokia) ist ein finnischer Schauspieler.

## Leben
Matti Onnismaa ist seit Anfang der 1980er Jahre als Schauspieler für unterschiedliche Film- und Fernsehproduktionen beschäftigt. Sein Leinwanddebüt gab er in einer kleinen Nebenrolle in dem von Jaakko Pakkasvirta inszenierten Drama Ulvova mylläri. Seitdem wirkte er hauptsächlich als Nebendarsteller in über 220 Film- und Fernsehproduktionen mit. Seine erste Hauptrolle spielte er erst 2017 in dem von Teemu Nikki inszenierten Euthanizer.

## Filmografie
- 1982: Ulvova mylläri
- 1989: Winterkrieg (Talvisota)
- 1992: Der Verlorene Sohn (Tuhlaajapoika)
- 1993: Zwei alte Diebe (Kaksi vanhaa varasta)
- 1996: Wolken ziehen vorüber (Kauas pilvet karkaavat)
- 2000: Die Rückkehr in die Provinz (Lakeuden kutsu)
- 2006: Lichter der Vorstadt (Laitakaupungin valot)
- 2010: Tatort: Tango für Borowski
- 2014: Black Widows – Rache auf Finnisch (Mustat lesket, Fernsehserie, eine Folge)
- 2015: Nurses (Syke, Fernsehserie, eine Folge)
- 2017: Die andere Seite der Hoffnung (Toivon tuolla puolen)
- 2017: Euthanizer (Armomurhaaja)
- 2017: Rendel
- 2018–2020: Deadwind (Karppi, Fernsehserie, acht Folgen)
- 2019–2020: Zimmer 301 (Huone 301, Fernsehserie, vier Folgen)
- 2020: Der Waldriese (Metsäjätti)
- 2022: Die Geschichte vom Holzfäller (Metsurin tarina)